# Линд, Енни
Е́нни Линд (швед. Jenny Lind; известная также под галлизированным именем Женни Линд или англизированным Дженни Линд, имя при рождении Юханна Мария Линд; швед. Johanna Maria Lind; 6 октября 1820 — 2 ноября 1887) — шведская оперная певица, сопрано, прозванная «шведским соловьём», одна из самых известных певиц XIX века. Исполняла оперные партии в Швеции и по всей Европе, а в 1850-х годах совершила концертный тур по США. Член Шведской королевской музыкальной академии с 1840 года.
Линд прославилась после исполнения партии Агаты в опере фон Вебера «Вольный стрелок» в Королевской опере в Стокгольме в 1838 году. Через несколько лет у неё возникли проблемы с голосом, которые сумел исправить известный певец и доктор Мануэль Гарсиа. Как исполнительница оперных партий Линд пользовалась большим успехом в Швеции и Северной Европе в 1840-х годах и была тесно связана с Феликсом Мендельсоном. После двух успешных сезонов в Лондоне певица объявила о своём уходе из оперы в возрасте 29 лет.
В 1850 году Линд по приглашению известного антрепренёра Ф. Барнума отправилась на гастроли в США, где дала 93 масштабных концерта, а затем продолжила гастролировать самостоятельно. На американском турне певица заработала более 350 000 долларов, пожертвовав вырученные средства на благотворительные цели, в основном на создание бесплатных школ в Швеции. Со своим новым мужем, композитором Отто Голдшмидтом, Линд вернулась в Европу в 1852 году и с 1855 году поселилась в Великобритании, периодически выступая с концертами в течение следующих двух десятилетий. С 1882 года была профессором пения в Королевском колледже музыки в Лондоне.

## Жизнь и карьера

### Ранние годы
Енни Линд родилась в стокгольмском районе Клара. Она была незаконнорождённой дочерью бухгалтера Никласа Йонаса Линда (1798—1858) и школьной учительницы Анн-Мари Феллборг (1793—1856). Мать Линд развелась со своим первым мужем из-за прелюбодеяния, но отказывалась снова выйти замуж до его смерти в 1834 году. Родители Енни поженились, когда ей было 14 лет.

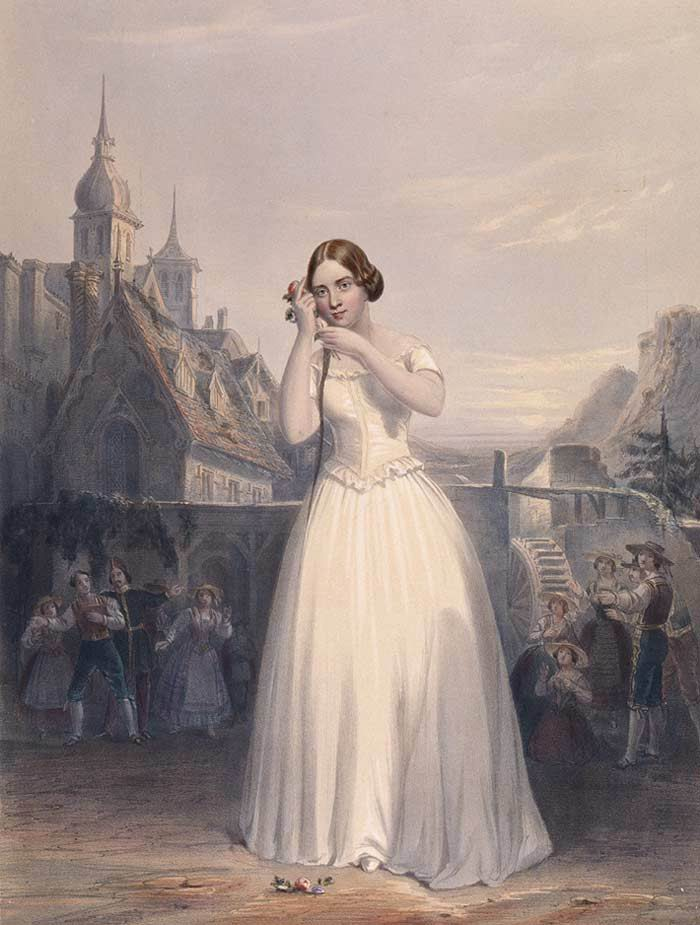
Линд в роли Амины в опере Беллини «Сомнамбула»

Когда Енни было около девяти лет, её пение подслушала горничная мадемуазель Лундберг, солистки Шведской Королевской оперы. Горничная, поражённая необычным голосом девочки, сообщила об этом Лундберг, которая устроила прослушивание и помогла Енни поступить в актёрскую школу Королевского драматического театра, где она училась у певца Карла Магнуса Крелиуса.
Енни Линд с десятилетнего возраста стала выступать с вокальными номерами. В возрасте двенадцати лет у неё возникли проблемы с голосом, и ей пришлось на время прекратить петь, но она выздоровела. Её первой большой ролью была Агата в опере Вебера «Вольный стрелок» в постановке 1838 года в Шведской королевской опере. В 20 лет она уже состояла в Шведской королевской музыкальной академии и была придворной певицей короля Швеции и Норвегии. Её голос был серьёзно повреждён чрезмерным использованием и неподготовленной техникой пения, но её карьеру спас учитель пения Мануэль Гарсия, под руководством которого она занималась в Париже с 1841 по 1843 год. Он настоял на том, чтобы она вообще не пела в течение трёх месяцев, так что голосовые связки юной певицы восстановились, после чего Гарсия начал обучать её здоровой и безопасной вокальной технике.
После года занятий с Гарсией композитор Джакомо Мейербер, ранний и верный поклонник её таланта, устроил для неё прослушивание в Парижской опере, но Линд не была принята. Биограф Фрэнсис Роджерс заключает, что Линд сильно возмущалась отказом: когда она стала международной звездой, она всегда отказывалась от приглашений спеть в Парижской Опере. Линд вернулась в Шведскую королевскую оперу, значительно улучшив свой профессиональный уровень благодаря урокам Гарсии. Она также совершила гастрольную поездку по Дании.

### Гастроли 1840-х годов
В декабре 1844 года, благодаря влиянию Мейербера, Линд была приглашена исполнить заглавную роль в опере Винченцо Беллини «Норма» в Берлине. Успех был так велик, что Линд продолжала петь в Берлине на протяжении четырёх месяцев, и за этим последовала серия приглашений в различные театры Германии и Австрии. В январе 1845 года Линд исполнила главную партию в опере Мейербера «Лагерь в Силезии», написанную для неё, но в связи с театральными интригами впервые исполненную Леопольдиной Тучек; на второй показ этой оперы с участием Линд театру пришлось поднять цену на билеты, потому что театр не мог вместить всех желающих. Игнац Мошелес писал об одном из номеров «Лагеря в Силезии», ставшем визитной карточкой Линд: «Её песня с двумя солирующими флейтами — это, пожалуй, самый невероятный шедевр бравурного пения, который можно услышать».

Юная Енни Линд

В число горячих поклонников голоса Енни Линд вошли Роберт Шуман, Гектор Берлиоз и Феликс Мендельсон. В репертуар Линд вошли заглавные партии в операх «Лючия ди Ламмермур» и «Мария ди Роган» Гаэтано Доницетти, «Сомнамбула» Беллини и «Весталка» Гаспаре Спонтини, а также Сюзанна в моцартовской «Свадьбе Фигаро», Адина в «Любовном напитке» Доницетти и Алиса в «Роберте-дьяволе» Мейербера. Уже с этого времени Линд получила прозвище «шведский соловей». В декабре 1845 года, на следующий день после своего дебюта с оркестром Гевандхауса под управлением Мендельсона, она бесплатно спела на благотворительном концерте в пользу Фонда вдов оркестра. Щедрость певицы и её постоянное участие в благотворительных проектах оставались ключевым аспектом её карьеры и значительно повысили её международную популярность даже среди людей, далёких от мира музыки.

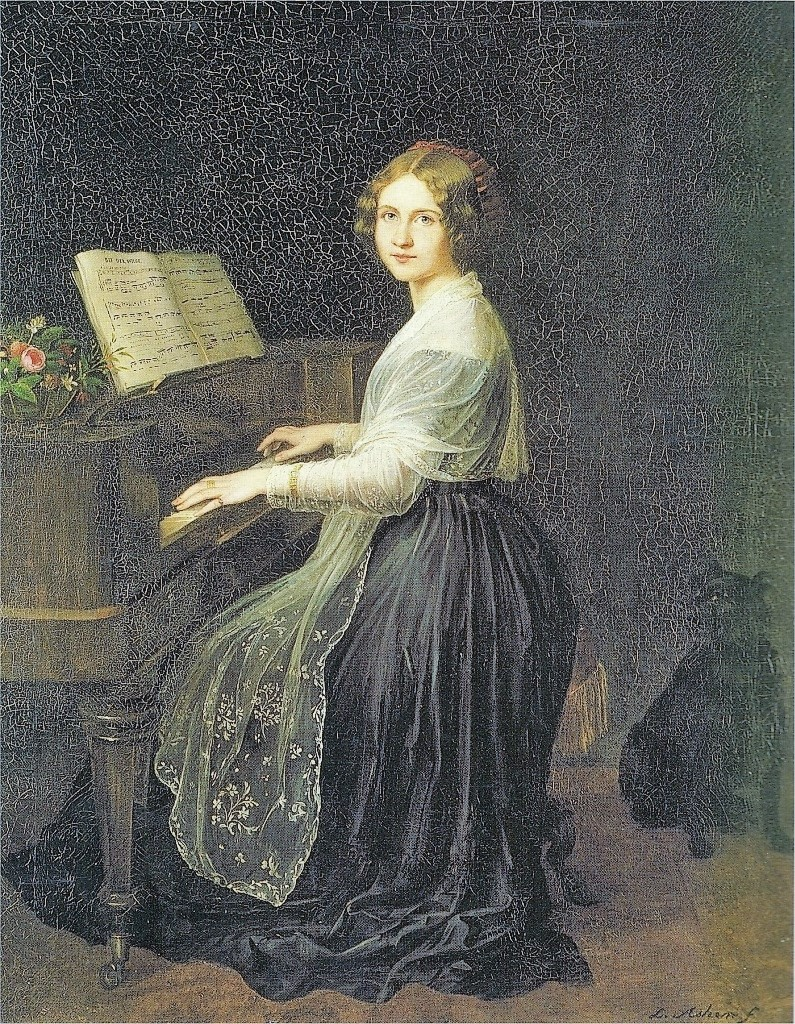
Енни Линд за фортепиано

После успешного сезона 1846/1847 в Вене, где её окружали поклонники и чествовала императорская семья, Линд отправилась в Лондон и дебютировала там 4 мая 1847 года в итальянской версии «Роберта-дьявола» в присутствии королевы Виктории; на следующий день The Times написала: «Нам нередко случалось испытывать восторг по случаю премьерных выступлений, но мы можем с уверенностью сказать, и с нашим мнением согласятся несколько сотен подданных Её Величества, что никогда не приходилось видеть такого энтузиазма, как тот, c каким был встречен вчера вечером дебют мадемуазель Йенни Линд». В июле 1847 года Линд выступила в мировой премьере оперы Джузеппе Верди «Разбойники» в Театре Её Величества, дирижировал композитор. В течение последующих двух сезонов Линд оставалась виднейшей примадонной лондонской оперной сцены, появляясь в большинстве стандартных партий сопранового репертуара. В начале 1849 года, ещё до своего тридцатилетия, Линд объявила о своём уходе из оперы, выступив в последний раз 10 мая 1849 года, снова в «Роберте-дьяволе» и снова в присутствии королевы и членов королевской семьи. Причины столь раннего окончания театральной карьеры Линд остаются неизвестными.

### Турне по США
В 1849 году к Линд обратился крупнейший американский антрепренёр Финеас Барнум с предложением совершить поездку по Соединённым Штатам Америки на срок более года. Линд выставила весьма высокие финансовые требования, имея в виду крупные пожертвования на благотворительность (прежде всего в фонд бесплатного школьного образования в её родной Швеции), но Барнум в итоге согласился принять их.

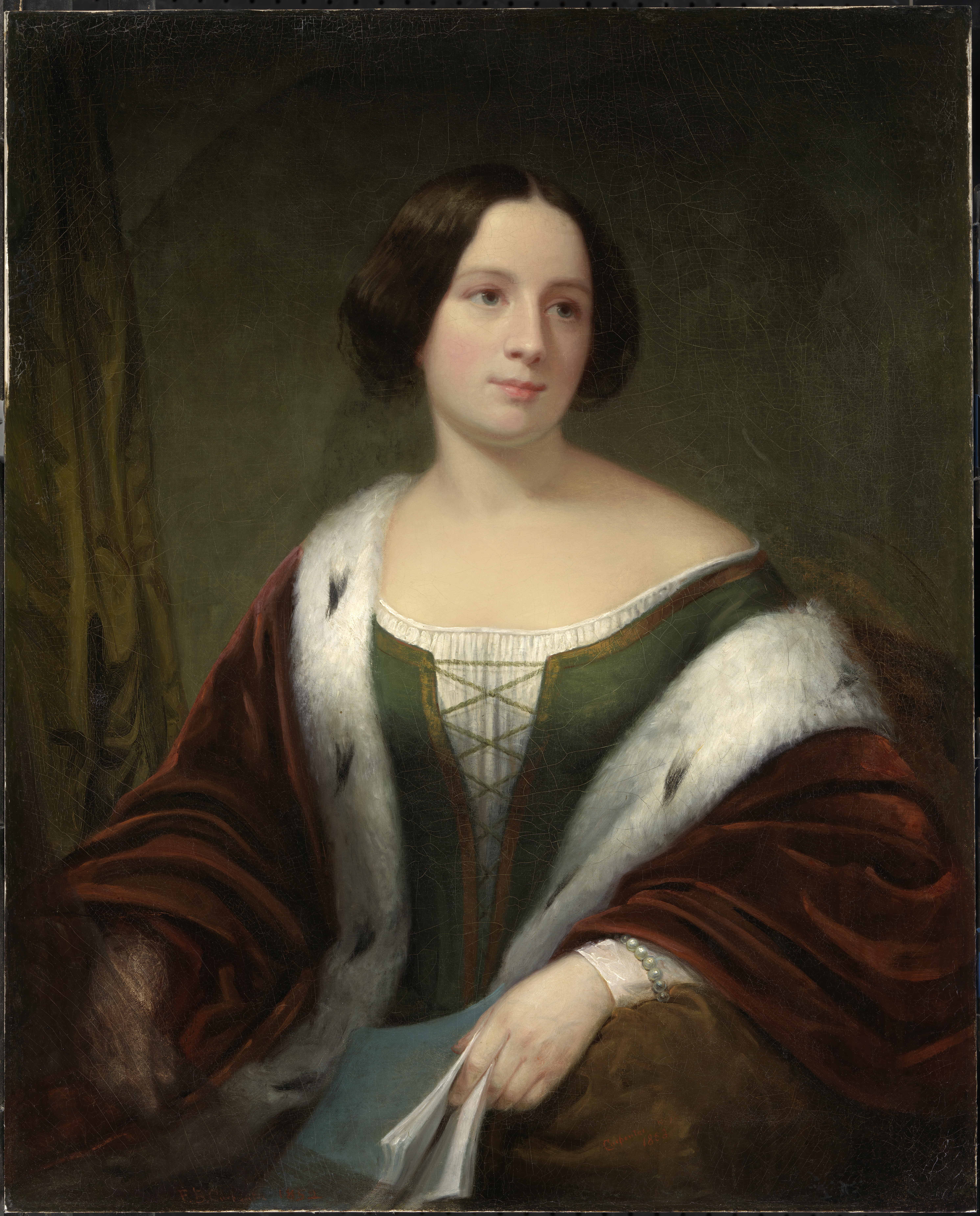
Енни Линд

Вместе с баритоном Джованни Беллетти (для исполнения дуэтов) и Юлиусом Бенедиктом в качестве пианиста, аранжировщика и дирижёра Линд отплыла в Америку в сентябре 1850 года. Предварительная реклама Барнума сделала её знаменитостью ещё до того, как она приехала в США: билеты на некоторые из её концертов пользовались таким спросом, что Барнум продал их с аукциона. Ажиотаж был настолько велик, что американская пресса окрестила его «Линдоманией».
После Нью-Йорка группа Линд с неизменным успехом гастролировала по восточному побережью Америки, а затем посетила Кубу, южные штаты США и Канаду. В рамках антрепризы Барнума Линд дала 93 концерта в Америке, на которых заработала около 350 000 долларов, при этом прибыль Барнума составила не менее 500 000 долларов (в переводе на цены 2015 года это составляет около 10 и 14 миллионов долларов соответственно). К началу 1851 года в связи с недовольством агрессивной рекламой Барнума Линд расторгла договор с ним, сохранив, однако, добрые отношения, и продолжила гастроли, управляя их организацией самостоятельно. Турне продлилось до мая 1852 года. Бенедикт в 1851 году вернулся в Англию, и Линд пригласила на его место Отто Гольдшмидта, за которого в итоге 5 февраля 1852 года в Бостоне вышла замуж, после чего не только в частной жизни, но и в профессиональном качестве подписывалась фамилией Линд-Гольдшмидт.

### Поздние годы
Вернувшись из США, Линд с супругом провела три года в Дрездене, а с 1855 года обосновалась в Англии. В семье родились сыновья Отто и Эрнест и дочь Дженни. Линд отказывалась от всех предложений вернуться на оперную сцену, однако изредка выступала в концертах — в частности, появившись в 1856 году как участница британской премьеры оратории Роберта Шумана «Рай и пери». В 1870 году она участвовала в исполнении оратории «Руфь», написанной её мужем. В последний раз Линд пела на благотворительном концерте в 1883 году.
В 1882 году, с основанием Королевского колледжа музыки, Линд заняла должность профессора вокала. По её настоянию образование вокалистов включало достаточно широкий круг дисциплин, вплоть до освоения иностранных языков.

### Личная жизнь
В 1843 году в Дании в Линд, как утверждает ряд биографов, влюбился Ханс Кристиан Андерсен. Хотя они стали хорошими друзьями, она не ответила взаимностью на его романтические чувства. Считается, что она вдохновила его на такие известные сказки, как «Ангел» и «Соловей». Он написал: «Ни одна книга или какая-либо личность не оказали на меня как поэта более благородного влияния, чем Йенни Линд. Для меня она открыла святилище искусства». Биограф Кэрол Розен считает, что после того, как Линд отвергла ухаживания Андерсена, он изобразил её как Снежную Королеву с ледяным сердцем.

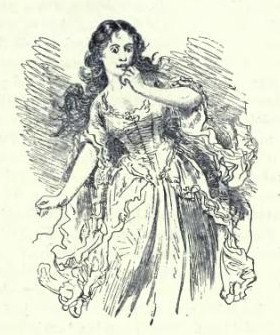
Енни Линд

Ещё в Шведской королевской опере Линд дружила с тенором Юлиусом Гюнтером. Они пели вместе как в опере, так и на концертной сцене, и к 1844 году их связали романтические отношения. Однако карьерная перспектива разлучила их, поскольку Гюнтер остался в Стокгольме, а затем стал учеником Гарсии в Париже в 1846—1847 годах. В 1848 году, согласно мемуарам Линд 1891 года, они встретились снова в Швеции и весной обручились, после чего Линд вернулась в Англию. Однако в октябре того же года помолвка была расторгнута.
В последние годы жизни в Линд безответно влюбился Мендельсон. Он обещал ради неё бросить семью, чтобы бежать с ней в Америку, угрожал самоубийством, но певица отказалась разделить его судьбу. Измученный безответными чувствами композитор написал Концерт для скрипки с оркестром ми минор. Мендельсон умер 4 ноября 1847 года, а в 1849 году Енни Линд покинула оперную сцену и основала Фонд стипендий имени Феликса Мендельсона. В 1896 году муж певицы Отто Голдшмидт передал в него документы покойной жены с условием, что они не будут публиковаться в течение 100 лет. Однако в 1996 году Фонд не стал публиковать содержание архива, что автор фундаментальной биографии «A Portrait of Mendelssohn» (2003) Клайв Браун назвал «заговором молчания».
Содержащиеся в фильме «Величайший шоумен» намёки на романтические отношения между Линд и её американским продюсером Финеасом Барнумом, как считается, не имеют под собой оснований.

## Отзывы критиков
Записей голоса Линд, видимо, не сохранилось. Считается, что она сделала запись на одном из первых фонографов для Томаса Эдисона, но, по словам критика Филипа Л. Миллера, «даже если бы легендарный цилиндр Эдисона уцелел, запись была бы слишком несовершенной, а певица к тому времени уже слишком давно оставила сцену, так что мы не узнали бы много».

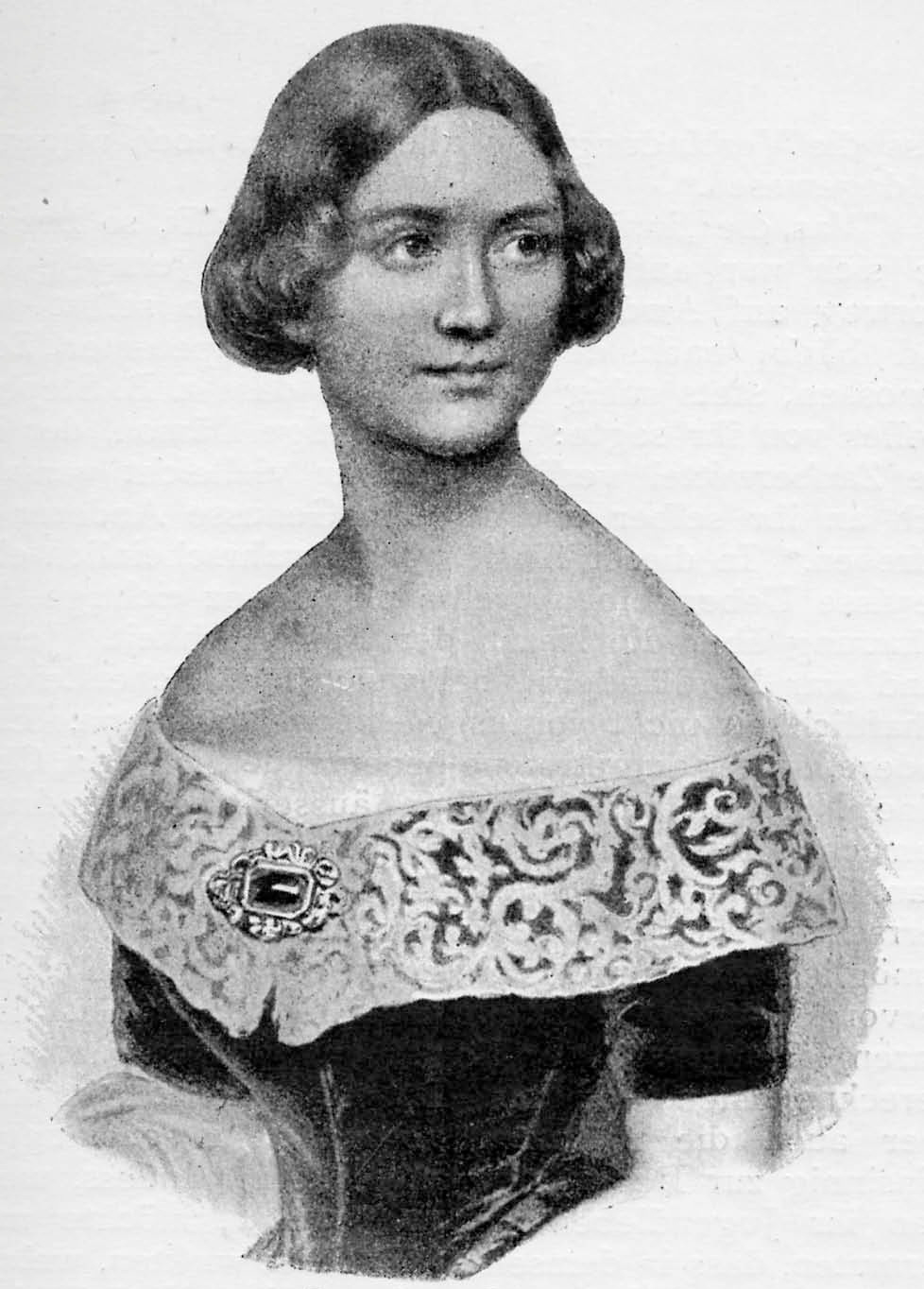
Енни Линд

Биограф певицы Фрэнсис Роджерс отмечал, что, хотя Линд вызывала восхищение Мейербера, Мендельсона, Шумана, Берлиоза и других выдающихся музыкантам, «голосом и драматическим талантом она, несомненно, уступала как своим предшественницам — Марии Малибран и Джудитте Паста — так и своим современницам, Генриетте Зонтаг и Джулии Гризи».
По мнению Роджерса, усилиями опытных импресарио Линд, в том числе Барнума, «почти всё, что было написано о ней, несомненно было предвзятым из-за подавляющей пропаганды в её пользу, купленной и проплаченной». К тому же, по мнению Роджерса, важно то, что почти все поклонники Линд принадлежали в большей или меньшей степени к немецкой музыкальной школе и, за исключением Мейербера, не были экспертами по итальянскому репертуару, в котором Линд по большей части специализировалась. Роджерс приводит отзывы американской прессы, указывавшей на то, что пение Линд было более характерным для германской «холодной, не трогающей, ледяной чистоты тона и стиля», лишённым страсти, необходимой для итальянской оперы, а потому манера певицы «подходила для услаждения публики в нашем холодном климате», где выступления Линд и должны были встретить «триумфы, которых у неё не было бы во Франции или Италии».

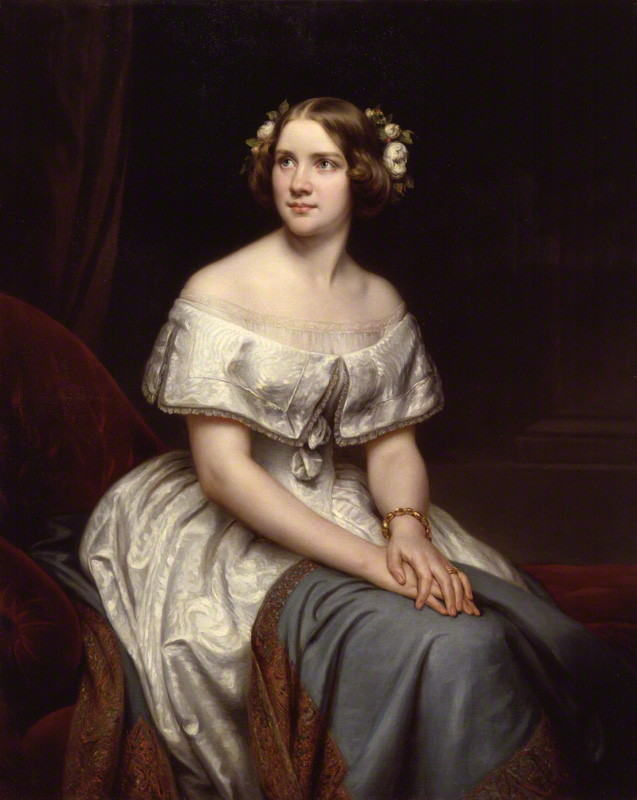
Енни Линд

Музыкальный критик Генри Чорли, восхищавшийся Линд, описывал её голос как имевший всего две октавы в диапазоне, от ре до ре, — возможно, с добавлением в редких случаях ещё ноты или двух вверх; при этом нижняя половина диапазона была не лучшего качества по тону и по возможным ошибкам, но зато верхняя половина отличалась богатством, блеском и мощью — особенно на самых верхних нотах. По мнению Чорли, Линд была опытным и умелым мастером, что проявлялось и в её управлении дыханием, и в мастерском использовании пианиссимо, и в тонком использовании различных приёмов для того, чтобы скрыть недостатки нижнего регистра, — однако ключевой причиной её успеха были не качества голоса в собственном смысле: «мадемуазель Линд, несомненно, удовлетворяла наиболее широкий круг слушателей благодаря тому, что они видели в её пении воплощение глубокого и искреннего чувства». При этом, полагал Чорли, высшие достижения Линд были связаны скорее с концертным, чем с оперным репертуаром, и особенно с немецкой музыкой: Моцартом, Гайдном и Мендельсоном.

## Память
Память о Линд увековечена в Уголке поэтов Вестминстерского аббатства в Лондоне, где традиционно осуществляют захоронение и увековечение поэтов, драматургов и писателей. Мемориал в Уголке поэтов был открыт 20 апреля 1894 года, на торжественной церемонии присутствовали члены королевской семьи, О.Гольдшмидт, Салливан, сэр Джордж Гроув и представители ряда благотворительных организаций, которым Линд оказывала поддержку. Существует также мемориальная доска, посвящённая Линд, в Болтонс, Кенсингтон, Лондон, и синяя мемориальная доска на 189 Old Brompton Road, Лондон, SW7, которая была установлена в 1909 году.

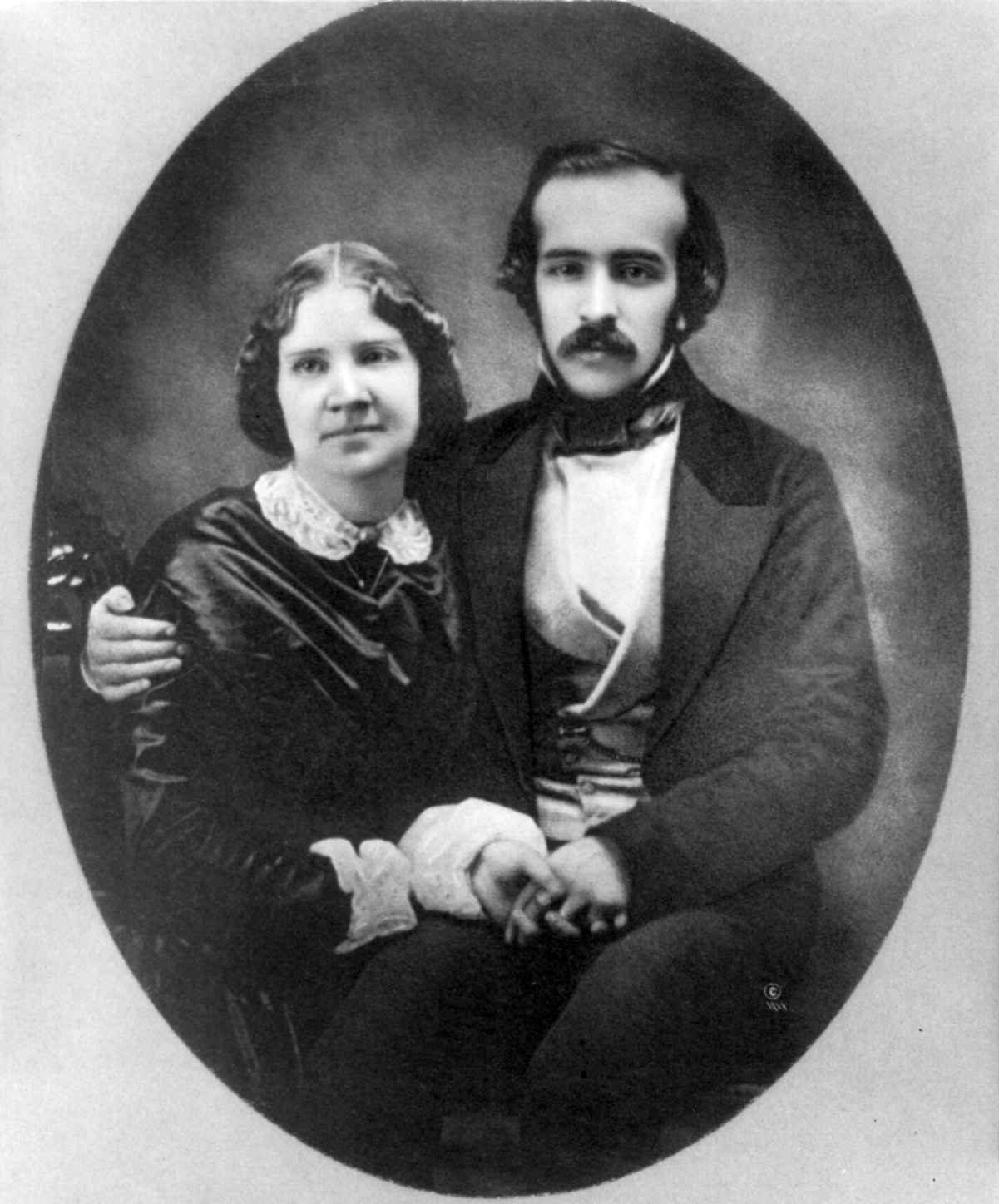
Линд и Отто Голдшмидт

Линд отмечена в музыке, на экране и даже на банкнотах. Шведские банкноты номиналом 50 крон в выпуске 1996 и 2006 годов имеют портрет Линд на лицевой стороне. Многие художественные произведения чествовали её. Антон Валлерстайн сочинил «Польку Йенни Линд» примерно в 1850 году. В голливудском фильме 1930 года «Мораль леди» Грейс Мур сыграла Линд, а Уоллес Бири — Барнума. В 1941 году Ильзе Вернер сыграла Линд в немецкоязычном музыкальном биографическом фильме «Шведский соловей». В 2001 году в полубиографическом фильме «Ханс Кристиан Андерсен: Моя жизнь как сказка» в роли Линд фигурировала Флора Монтгомери. В 2005 году Элвис Костелло объявил, что он пишет оперу о Линд под названием «Тайные арии» с некоторыми стихами Андерсена. Телевизионный документальный фильм Би-би-си 2010 года «Шопен — женщины, стоящие за музыкой» включает обсуждение последних лет Шопена, в течение которых Линд «так повлияла» на композитора.

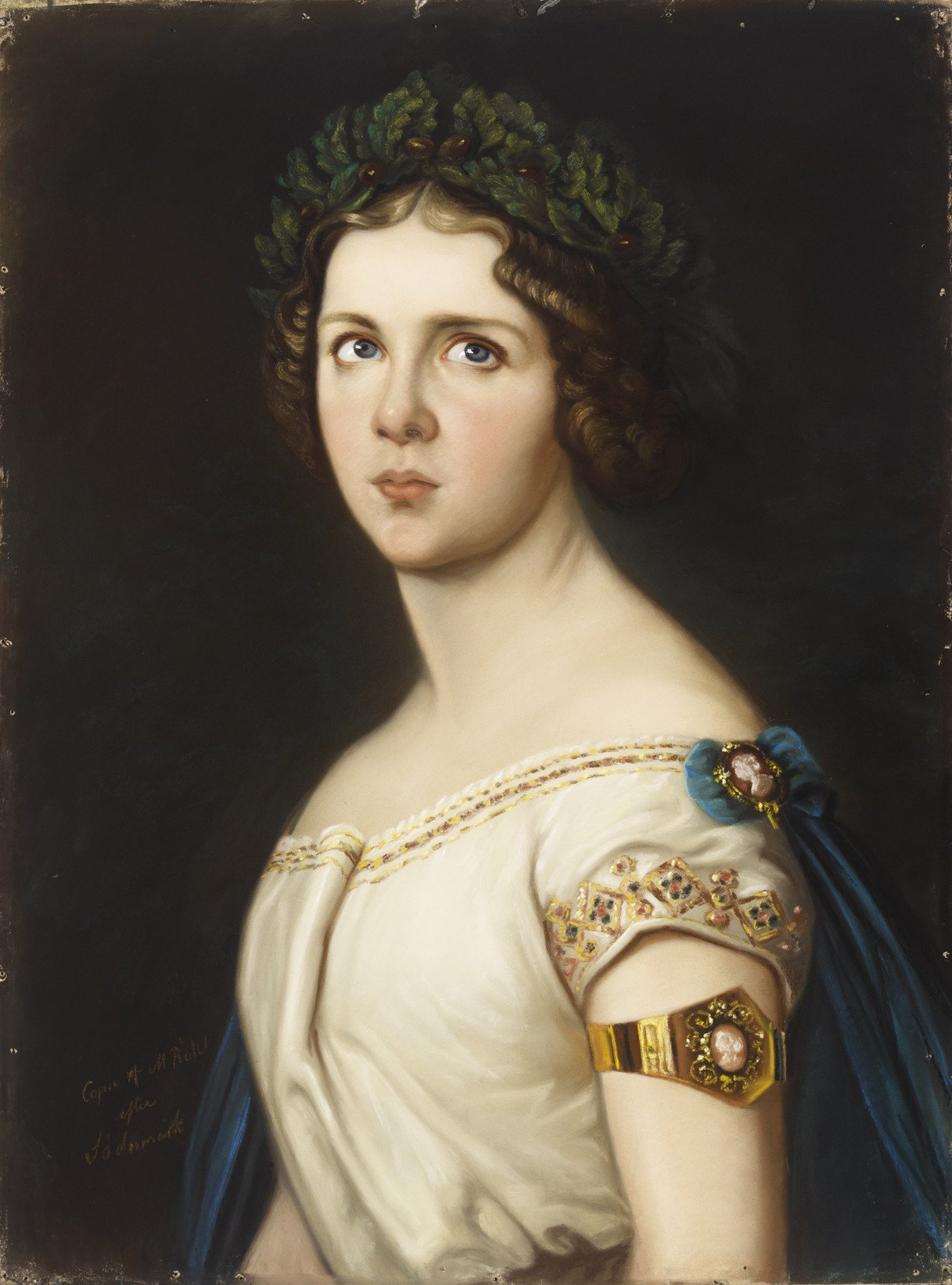
Енни Линд

Многие места и объекты были названы в честь Линд, в том числе остров Дженни Линд в Канаде, локомотив Дженни Линд и клипер USS Nightingale. В её честь австралийская шхуна была названа Дженни Линд. В 1857 году шхуна потерпела крушение в ручье на побережье Квинсленда; ручей был соответственно назван Дженни Линд Крик. Бронзовая статуя сидящей Йенни Линд работы Эрика Рафаэля-Радберга, освящённая в 1924 году, находится в районе Фрамнес на острове Юргорден в Стокгольме.
В Великобритании, в Норидже, Гольдшмидтом создан лазарет для детей, названный в её честь. Линд увековечена в его нынешней форме как Детская больница Дженни Линд в Норфолке и больница Нориджского университета. В этом же городе есть парк Дженни Линд. В честь Линд в кампусе университета Вустер-Сити названа часовня. В честь неё названы отель и паб в Старом городе Гастингса, Восточный Суссекс. В больнице округа Херефорд есть психиатрическое отделение, названное в честь Дженни Линд. В её честь назван район в Глазго. В Саттоне, Лондон, паб «Дженни Линд», рядом с Линд-роуд, был переименован в «Соловей».

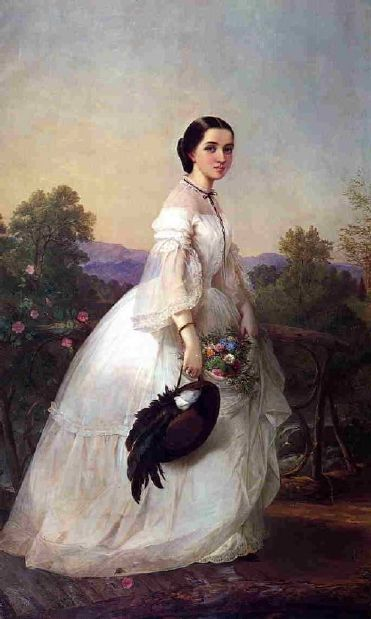
Енни Линд

В США Линд отмечена названиями улиц в Амелии, штат Огайо; Форт Смит, Арканзас; Нью-Бедфорд, Массачусетс; Тонтон, Массачусетс; Маккиспорт, Пенсильвания; Норт-Истон, Массачусетс; Норт-Хайлендс, Калифорния и Стэнхоуп, Нью-Джерси; и на имя Дженни Линд, Арканзас. Город Дженни Линд в Калифорнии, вероятно, назван в её честь, хотя есть несколько историй о его названии. В её честь названы начальная школа в Миннеаполисе, штат Миннесота, и башня Дженни Линд, каменная башня в Норт-Труро, штат Массачусетс. Она посетила Мамонтову пещеру в центре Кентукки в 1851 году, и одна из достопримечательностей этой пещеры была названа в её честь, по-разному описываемая как «Кресло Дженни Линд» или «Стол Дженни Линд». Веретенообразная мебель в стиле коттеджа до сих пор носит её имя, особенно детские кроватки и кровати Дженни Линд. В Андовере, штат Иллинойс, есть часовня Дженни Линд, шведская лютеранская часовня, на строительство которой Линд пожертвовала 1500 долларов. Крыло Дженни Линд является частью здания студенческого общежития в Колледже Августана, Рок-Айленд, штат Иллинойс, которое было основано Шведским евангелическо-лютеранским Синодом Августана в Северной Америке в 1860 году. Колледж также назвал вокальный ансамбль Дженни Линд. Суп Дженни Линд назван в честь неё. Комната Дженни Линд в Американско-шведском историческом музее посвящена ей и длительным последствиям её широкой популярности в Америке. Её турне по Америке 1850—1852 годов является сюжетом мюзикла «Барнум» 1980 года и фильма 2017 года «Величайший шоумен»; оба включают беллетризованные отношения между Линдом и Барнумом с «романтическим подтекстом».
Боинг 737-8JP компании Norwegian Air Lines, регистрационный номер LN-DYG, зовётся Дженни Линд, и у него на хвосте размещён портрет Линд.
| Год  | Название                  | Оригинальное название                  | Страна                   | Режиссёр           | Йенни Линд                                            |
| ---- | ------------------------- | -------------------------------------- | ------------------------ | ------------------ | ----------------------------------------------------- |
| 1930 | Мораль для леди           | A Lady’s Morals                        | США                      | Сидни Франклин     | Грейс Мур                                             |
| 1931 | Йенни Линд                | Jenny Lind                             | США                      | Артур Робисон      | Грейс Мур                                             |
| 1941 | Шведский соловей          | Die schwedische Nachtigall             | Германия                 | Петер Пауль Брауэр | Ильза Вернер                                          |
| 2006 | Андерсен. Жизнь без любви |                                        | Россия, Италия, Германия | Эльдар Рязанов     | Евгения Крюкова                                       |
| 2017 | Величайший шоумен         | The Greatest Showman                   | США                      | Майкл Грейси       | Ребекка Фергюсон                                      |
| 2020 |                           | Jenny Lind — den animerade berättelsen | Швеция                   | Дитте Феук         | Анни Тернстрём, Магда Вирдефельдт Франсен (в детстве) |